# Thausgea
Thausgea là một chi bướm đêm thuộc họ Erebidae.